# Manuela Pfrunder
Manuela Pfrunder (* 25. März 1979 in Luzern) ist eine Schweizer Grafikerin.

## Wirken
Sie schloss im Jahr 2000 die Ausbildung an der Fachklasse Grafik Luzern am Fach- und Wirtschafts-Mittelschulzentrum (FMZ) Luzern ab. Ihre Abschlussarbeit Die Fortsetzung der Schöpfung gewann den Förderpreis 2000 des Schweizer Grafikerverbands (SGV) und im Rahmen der Veranstaltung Design Preis Schweiz 2001 den «Willy-Guhl-Preis für Kommunikationsdesign». Hierauf aufbauend entstand das Buchprojekt Neotopia, das durch Unterstützung des UNICEF 2002 beim Limmat-Verlag erschien. Ihre Arbeiten wurden auf einigen Ausstellungen in Zürich, Berlin und Wien gezeigt.
Pfrunder ist Mitglied des design network switzerland (dns) und arbeitet seit 2003 als selbstständige Grafikerin in Zürich.

## Neugestaltung der Schweizer Banknoten

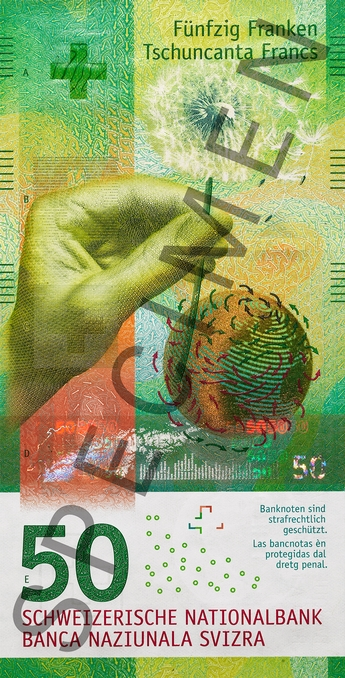
50-Franken-Note der neunten Serie

Die Schweizerische Nationalbank beauftragte Manuela Pfrunder mit der Gestaltung einer neuen Banknotenserie des Schweizer Franken. Die neuen Banknoten sollten ursprünglich 2010 in Umlauf gebracht werden, was sich verzögerte. Als erste wurde die neue 50er-Note am 6. April 2016 anlässlich einer Medienkonferenz der Öffentlichkeit vorgestellt, die Ausgabe erfolgte ab dem 12. April 2016. Sie wurde von der Internationalen Banknotengesellschaft zur schönsten Note 2016 gewählt. Die übrigen Noten sollen bis Frühjahr 2019 im Abstand von einem halben oder ganzen Jahr folgen.
Vorausgegangen war ein Ideenwettbewerb für eine Banknotenserie zum Thema «weltoffene Schweiz», bei dem Manuela Pfrunder am 23. November 2005 mit einem 2. Preis ausgezeichnet wurde. Bei der Weiterentwicklung der damals eingereichten Arbeiten der drei Preisträger erwiesen sich Pfrunders Entwürfe als besonders geeignet für eine Realisierung. Deshalb entschied der Bankrat der Schweizerischen Nationalbank am 23. Februar 2007, Manuela Pfrunder mit der Weiterentwicklung ihrer Entwürfe bis Mitte 2008 zu beauftragen.

## Werke
- Manuela Pfrunder: Neotopia. Atlas zur gerechten Verteilung der Welt. Limmat-Verlag, Zürich 2002, ISBN 3-85791-405-X. Zweite Auflage 2003.